# Шуга Блу
Джеймс Джошуа Уайтинг (англ. James Joshua Whiting) известный под псевдонимом Шуга Блу (англ. Sugar Blue); 16 декабря 1949 года, Нью-Йорк, США) — американский блюзовый харпер, вокалист и автор песен. Лауреат премии Грэмми 1985 года в номинации «Лучшая запись традиционного блюза» .  Номинант Blues Music Awards в категории «Блюзовый инструменталист — иной»/«Блюзовый харпер» (1987, 1995, 2008) . Известен в том числе своим участием в записи одного из наиболее успешных альбомов Some Girls 1978 года группы The Rolling Stones.

## Биография
Джеймс Джошуа Уайтинг родился в Нью-Йорке в 1949 году в семье Мейси Сэвидж и Джимми Джонса. Его отец был певцом и танцором, регулярно выступавшим в театре «Аполло». Первую губную гармошку ему подарили когда ему было 10 лет, и он сам научился играть, слушая музыку Стиви Уандера и Боба Дилана. Вскоре он бросил школу, став уличным музыкантом, а также периодически играл в клубах, в том числе с Мадди Уотерсом .
Первой его записью стала работа с группой Blue Labor and Spivey в 1975 году. В том же году Уайтинг сыграл как сессионный музыкант в альбоме Джонни Шайнса Too Wet to Plow, а также записывался с Рузвельтом Сайксом. Последний его познакомил с Луизианой Ред, и Уайтинг стал работать в дуэте с Луизианой Ред, гастролируя и записав два альбома в 1970-х. В это время он взял себе псевдоним Шуга Блу (англ. Sugar Blue), очевидно отсылающий к блюзу «Sugar Blues» 1919 года и незадолго до этого вышедшему бестселлеру «Sugar Blues», книги, повествующей о вреде сахара и ставшей классикой диетологии, а также сочетающийся с псевдонимом Луизианы Ред (синий — красный).
По совету Мемфиса Слима в 1976 году Шуга Блу уехал в Париж. По словам Ронни Вуда, Мик Джаггер увидел его выступление на улице и пригласил музыканта поучаствовать в записи альбомов The Rolling Stones: его можно услышать в песнях «Some Girls» и «Miss You» из альбома Some Girls, «Down in the Hole» и «Send It to Me» из альбома Emotional Rescue и «Black Limousine» из альбома Tattoo You. В 1978 году Шуга Блу гастролировал по США с The Rolling Stones.
В 1979 году Шуга Блу записал во Франции свой первый сольный альбом Crossroads с участием джазового тромбониста Майка Цверина, вышедший в 1980 году. После выпуска From Chicago to Paris (1982), Шуга Блу переехал в Чикаго и присоединился к проекту Вилли Диксона Chicago Blues All Stars. В 1984 году песня Шуга Блу «Another Man Done Gone» была записана на сборнике Blues Explosion, который в 1985 году получил Грэмми.
В 1987 году Шуга Блу вместе с Брауни Макги снялся в фильме Сердце Ангела и в 1988 году исполнил небольшое соло на гармошке в фильме Кустари. В 1988 году Шуга Блу записался как сайдмен в альбоме Вилли Диксона Hidden Charms, получившем Грэмми.
Последний на 2024 год альбом музыканта вышел в 2019 году и он записывал его на четырёх континентах: в Чикаго, Пекине, Италии и Южной Африке .
Как сессионный музыкант Шуга Блу приглашался многими музыкантами для записи своих работ. В их число например входят блюзовые звёзды Вилли Диксон, Сон Силс, Шемекия Коупленд, джазовый саксофонист Стэн Гетц, а также Боб Дилан и Принс.
Музыкальный критик Ховард Райх из Chicago Tribune сказал, что «Невозможно не заметить зажигательную виртуозность Шуга Блу. Скорость и свирепость его игры сочетаются с изобретательностью. Блу наполняет почти каждую фразу трелями, глиссандо и аккордами. Иногда кажется, будто одновременно играют две гармошки… интенсивный, мелодически витиеватый, с акцентами на гроул и стремительные ноты, это звук музыканта, который превосходит ограничения своего инструмента».
«Учитывая его мастерство импровизатора, его высокий регистр, игру как на выдохе, так и на вдохе, электронные эффекты, Шуга Блу музыкальные журналисты называют Джими Хендриксом губной гармошки и харпером-пиротехником»  .
«Чарли Паркер губной гармошки и Джими Хендрикс блюзовой гармошки» 

## Избранная дискография

### Альбомы
| Год  | Название              | Лейбл                      | Каталожный номер  | Примечания                   |
| 1978 | Red, Funk and Blue    | Black Panther              | BP-1001           | Дуэт с Луизиана Ред          |
| 1979 | King Bee              | JSP                        | 1006              | Дуэт с Луизиана Ред          |
| 1980 | Crossroads            | Blue Silver                | BS-3004           | Франция, записан в 1979 году |
| 1982 | From Chicago to Paris | Blue Silver                | BS-3012, BS-3332  | Франция, записан в 1980 году |
| 1984 | High Voltage Blues    | JSP                        | 1081              | Дуэт с Луизиана Ред          |
| 1988 | Hidden Charms         | Capitol                    | 90595             | Как сайдмен Вилли Диксона    |
| 1993 | Absolutely Blue       | Seven Seas/King Records    | KICP-341          | Япония, записан в 1982 году  |
| 1994 | Blue Blazes           | Alligator Records          | AL-4819           | Перевыпуск Absolutely Blue   |
| 1995 | In Your Eyes          | Seven Seas/King; Alligator | KICP-426; AL-4831 |                              |
| 2006 | Right Now             | Kozel                      |                   | Швейцария                    |
| 2007 | Code Blue             | Beeble                     | 801               |                              |
| 2010 | Threshold             | Beeble                     | 802               |                              |
| 2012 | Raw Sugar - Live      | Beeble                     | 803               |                              |
| 2016 | Blue Voyage           | M.C. Records               | 0079              |                              |
| 2019 | Colors                | Beeble                     | 805               |                              |